# Abd al-Baqi Nihavandi
‘Abd al-Baqi Nihavandi (geboren um 1573; gestorben nach 1636) war ein persischsprachiger Dichter und Historiograph, der in der ersten Hälfte des 17. Jahrhunderts im Mogulreich tätig war. Das einzige von ihm erhaltene Werk sind die Ma’athir-i Rahimi, die er für seinen Patron Abdul Rahim Khan-e-Khanan verfasst hat.

## Biographie
‘Abd al-Baqi Nihavandi wurde um 1573 in der Nähe von Hamadan geboren. Seine Familie war kurdischer Herkunft und stand in Diensten des Safavidenherrschers Schah ‘Abbas I. Auch ‘Abd al-Baqi war für eine Weile für Shah ‘Abbas tätig, bevor er nach Mekka pilgerte und sich von dort aus im Jahr 1614 nach Indien begab.
Zwischen Indien und dem Iran bestand zu dieser Zeit ein reger Austausch. Viele Dichter und Gelehrte zog es nach Indien, weil sie sich dort bessere Patronagemöglichkeiten erhofften. Manche blieben für immer in Indien, während andere später in den Iran zurückkehrten. ‘Abd al-Baqi stand für eine Weile in Kontakt zu einem solchen Rückkehrer, dem Dichter Mughith ad-Din Mahvi Asadabadi, dem er in Kaschan begegnet ist, und der ihm von der Großzügigkeit seines indischen Patrons erzählte. Abdul Rahim Khan-e-Khana, für den Mughith ad-Din gearbeitet hatte, war zu dieser Zeit einer der wichtigsten Notabeln aus dem Mogulreich, und machte sich zugleich als Förderer von Dichtung und Gelehrsamkeit einen Namen.
‘Abd al-Baqi begab sich daher in Indien gezielt an den Hof von Abdul Rahim. Dort wurde er mit dem Abfassen eines Geschichtswerks betraut, das von dem Leben seines Patrons und von dessen Vorfahren berichten sollte. Etwa zwei Jahre hat ‘Abd al-Baqi für die Fertigstellung seines monumentalen Werks gebraucht, den Ma'athir-i Rahimi. Anschließend hat er den Hof von Abdul Rahim wieder verlassen. Vermutlich hielt er sich danach für eine Weile bei Prinz Parviz auf, möglicherweise auch bei Mahabat Khan. Es gibt Hinweise darauf, dass er im Jahr 1636 noch am Leben war; sein genaues Todesjahr ist unbekannt.

## Werk
Die Ma'athir-i Rahimi behandeln in ihren Hauptkapiteln das Leben und Wirken von Abdul Rahim Khan-e-Khanan und seinen Vorgängern sowie seinen Söhnen. Den interessantesten Teil des Buches stellt indes das „Nachwort“ dar, eine über 1500 Seiten lange Sammlung von Biographien derjenigen Personen, die durch ‘Abd ar-Rahim gefördert wurden. Da viele dieser Personen Dichter waren, enthält das Nachwort auch eine umfassende Sammlung von Gedichten, die Abdul Rahim Khan-e-Khanan gewidmet sind. Aufgrund dieser Biographiensammlung ist es möglich, umfangreiche Informationen über das Patronagewesen im Moghulreich zu erlangen.